# Église de l'Assomption-de-Notre-Dame de Morez
Pour les articles homonymes, voir Notre-Dame-de-l'Assomption.
L'église de l'Assomption-de-Notre-Dame de Morez est une église de culte catholique érigée au début du XIXe siècle à Morez.

## Histoire
Les plans de l'église ont été dressés par l'architecte Denis-Philibert Lapret. Mais en 1821, peu de temps après le début des travaux, Denis-Philibert Lapret meurt à Besançon.
Le chantier est ensuite mené par Claude-Marie Dalloz, architecte à Saint-Claude. L'église est terminée en 1827.
L'église est inscrite en totalité au titre des monuments historiques en 2009.

## Architecture
De style néo-classique, l’église est construite en pierre de taille.
Deux clochers entourent un porche surmonté d'un fronton triangulaire. Ce dernier abrite un cadran d'horloge portant la signature de "Francis Paget et cie", fabricant d'horloges monumentales à Morez.

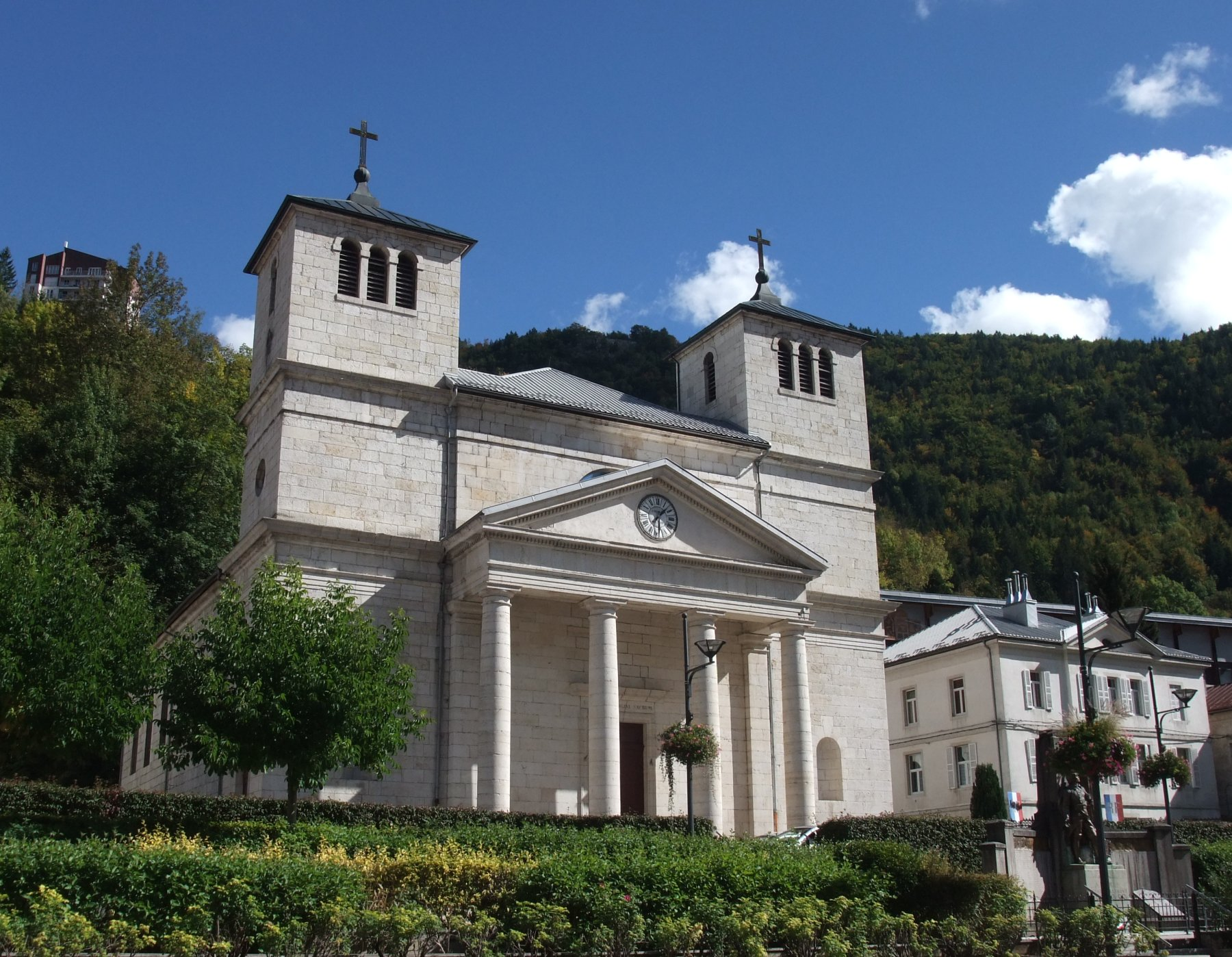
Façade principale.
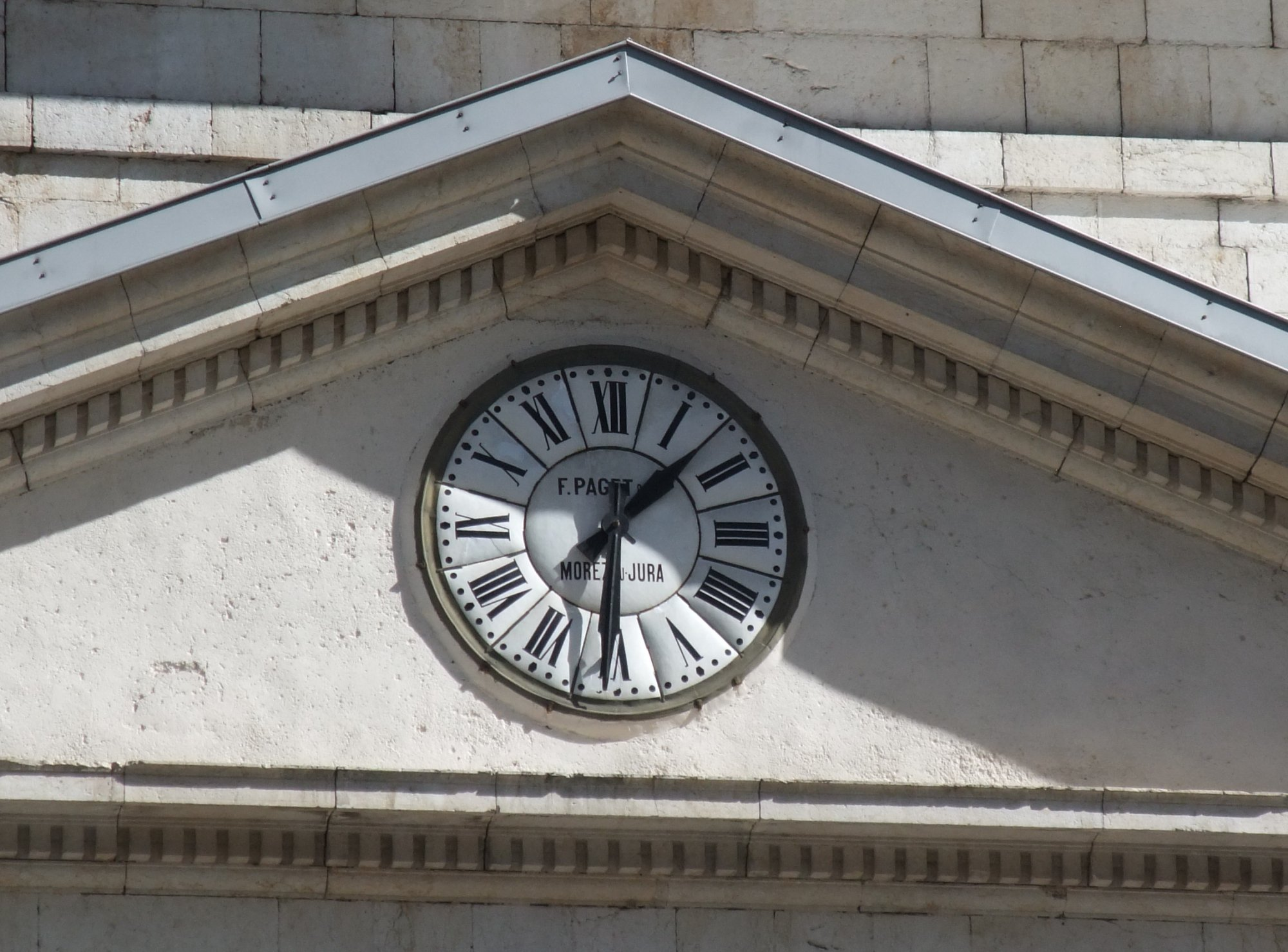
Cadran de l'horloge.
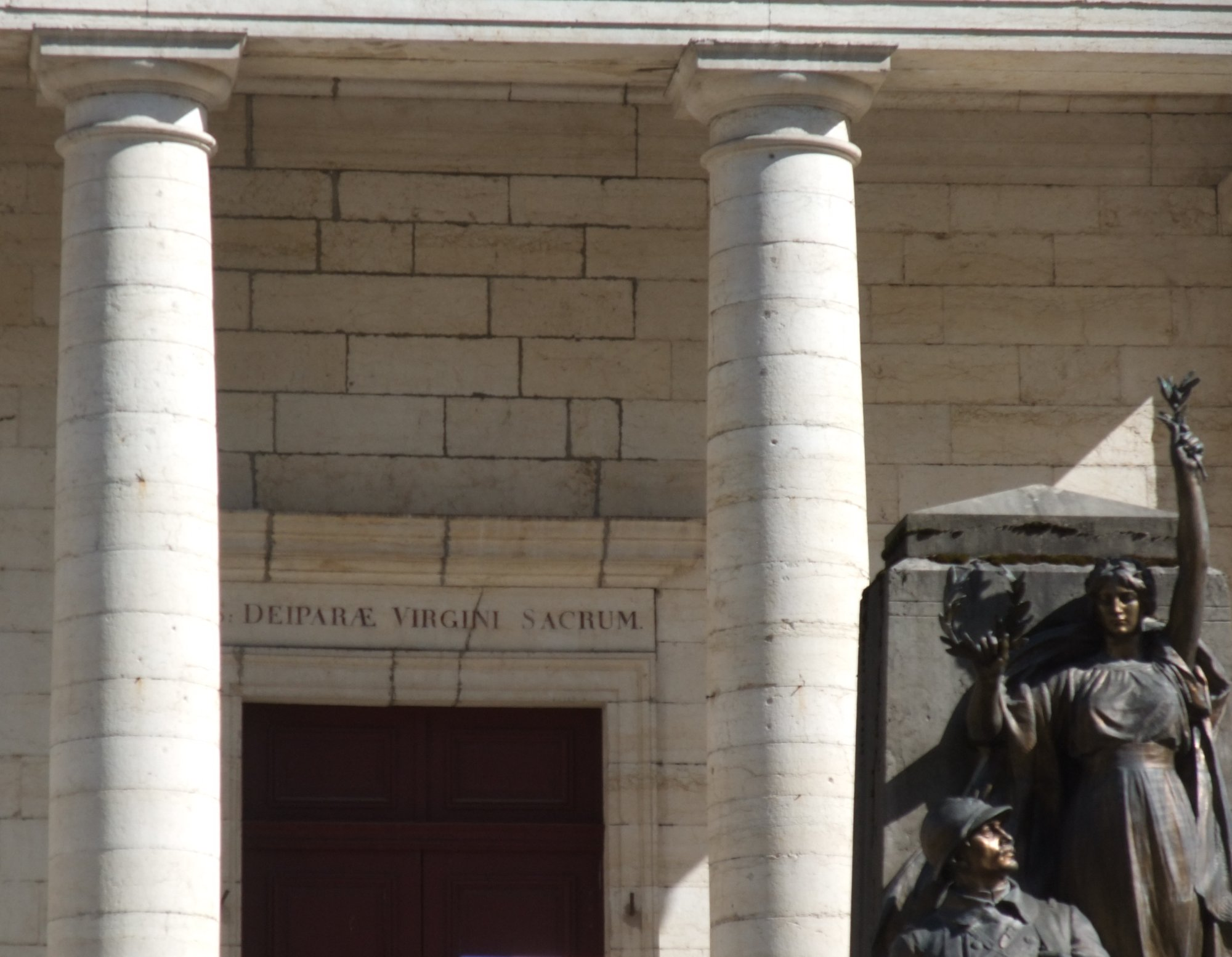
Entrée de l'église.
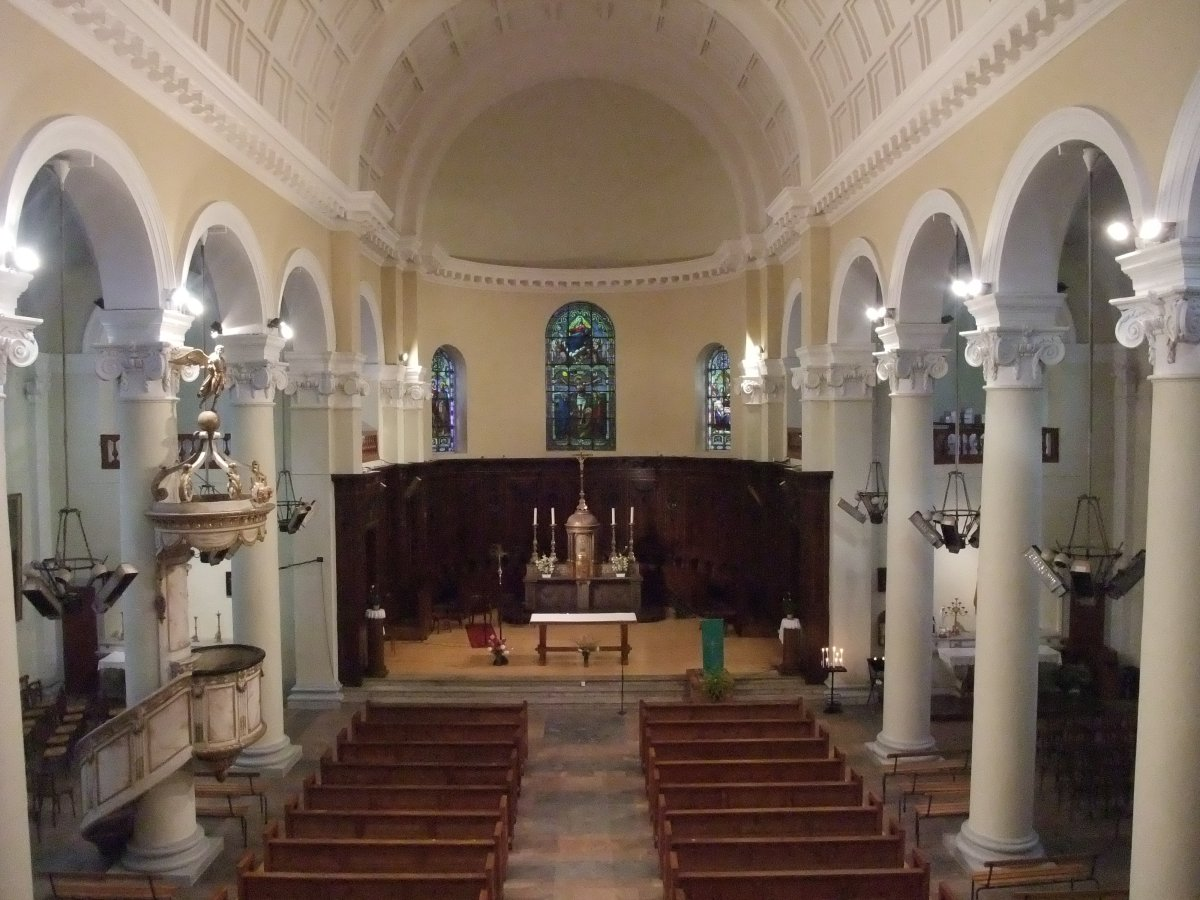
Intérieur.

### Clochers
La tour sud abrite une seule cloche pesant plus de trois tonnes.
La tour nord abrite deux cloches.

## Mobilier

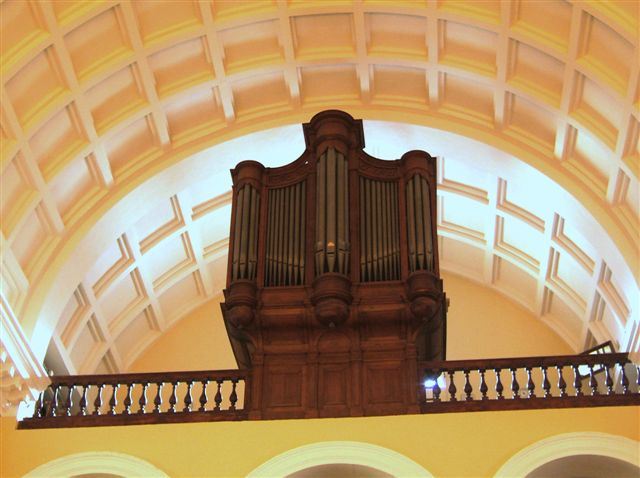
Orgue.

L'orgue daté de 1840 est classé au titre objet monuments historiques.
Le mobilier de l'église, notamment dans le chœur, a été réalisé par François-Ignace Besand et son fils Claude-François Besand.